# Haagse vierasser-trams

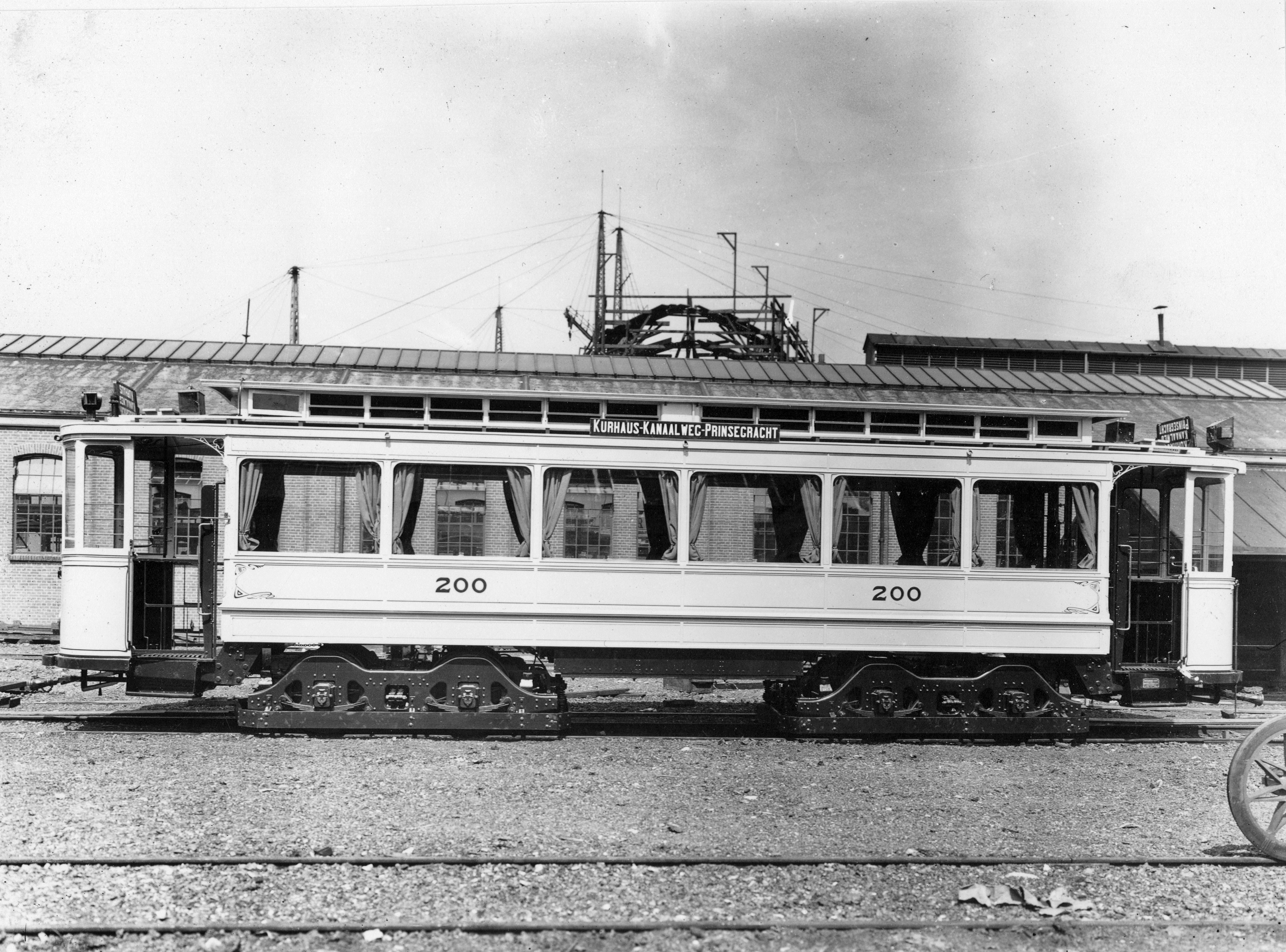
Vierassige motorwagen 200 uit 1908 bij de fabriek van Werkspoor.

Bij de Haagse tram hebben vanaf 1908 vierassige trams dienst gedaan. De eerste vierasser was trammotorwagen 200 uit 1908 die jarenlang een eenling bleef. In de jaren twintig werden vijftig grote vierassige motor- en bijwagens in dienst gesteld voor de buitenlijnen. In 1951 kregen zij nog aanvulling van dertig trams uit Limburg. In 1929 volgden dertig vierassige bijwagens voor het stadsnet en de buitenlijnen. In 1948-'49 werd een serie van 16 vierassige trammotorwagens voor het stadsnet in dienst gesteld. Ook in 1949 verschenen de twee eerste Haagse PCC-cars, die tussen 1952 en 1974 door 232 trams van dit type werden gevolgd. De laatste vierassige PCC-trams in Den Haag deden dienst in 1993. Een aantal trams zijn bewaard als museumwagens.

## Proefwagen 200
De gemeente Voorburg had in 1906 de HTM concessie verleend een tramlijn van Scheveningen naar Voorburg via de Koningin Wilhelminalaan te gaan exploiteren. Deze beoogde tramlijn 18 zou met grotere en zwaardere trams moeten worden uitgevoerd dan de toenmalige tweeassers uit de serie 1-20 en 21-150. Ook voor het sterk wisselende vervoer naar Scheveningen wilde men liever een grote motorwagen, die een grote passagierscapaciteit zou hebben, in plaats van het aan- en afkoppelen van bijwagens. Men ontwierp een motorwagen die eruitzag als 2 aan elkaar geplakte Fordjes (de bijnaam voor de Haagse drieramers) uit de serie 21-150. De nieuwe trams zouden twee 2-assige draaistellen krijgen en bijna 13 meter lang worden, 2 motoren van 35 pk krijgen en 36 zittende en 15 staande reizigers kunnen vervoeren. Werkspoor te Utrecht ging een proefwagen maken; het ontwerp was duidelijk gebaseerd op de types Maximum 27 en 30 van de Großen Berliner Straßenbahn (GBS) die in dezelfde tijd in Berlijn in grote aantallen in dienst kwamen.
Op 31 juli 1908 kwam de nieuwe wagen op lijn 10 in dienst en trok een bijwagen uit de serie 500-526. Augustus 1908 werd zij op lijn 8 ingezet. Het publiek bleek enthousiast over de tram. Ze was groot en reed zeer comfortabele en het stoten en bonken wat trams op een vaste truck kan kenmerken was door de 2 draaistellen afwezig. Het resultaat qua exploitatie viel tegen, want door de lengte was in- en uitstappen bij een volle tram tijdrovend. Passagiers bleven dan bij het balkon 'kleven'. Het personeel ontwikkelde ook een grote aversie tegen de wagen. Vooral de conducteurs hadden er een grote hekel aan. Als het druk was moest feitelijk het werk voor twee man door één worden gedaan en het innen van de ritprijs en het lopen door de wagen zorgde voor veel gedoe en het was - ook door de korte halteafstand - lang niet altijd mogelijk iedere passagier af te lopen. De bestuurders hadden te stellen met het gebrekkige remvermogen van de wagen wat vermoedelijk werd veroorzaakt doordat de zwaarte van de wagen niet meegerekend was met de krachten die nodig waren om de wagen te kunnen remmen. Bijnamen werden gauw gevonden, zo deed eerst dubbel schijthuis zijn intrede en later Kegelbaan, Raadzaal en Zeppelin. De HTM verspreidde het probleem een beetje door de wagen op allerlei lijnen in te zetten en zo kregen de lijnen A, 7, 5, 20 bezoek van haar.
In de jaren dertig reed de 200 veel op lijn 13 (Stuyvesantplein – Zuiderpark) en werd de wagen, ondanks alle bezwaren, veelvuldig gemoderniseerd. De sleepbeugel werd vervangen door 2 scharende stroomafnemers, de langsbanken werden door dwarse exemplaren vervangen en er werden nieuwe en sterkere motoren met en vermogen van ieder 48 pk ingebouwd. Toen het passagiersaantal in de oorlogsjaren steeg moest de HTM op de wagen twee conducteurs gaan inzetten waarmee het gedachte exploitatievoordeel van jaren daarvoor geheel teniet werd gedaan. In december 1944 confisqueerde de bezetter vele motorwagens en de 200 ging naar Bremen. In 1947 kwam de wagen in Den Haag terug en werd tot bijwagen verbouwd. Daarbij kreeg ze het nummer 300. In 1958 is de wagen gesloopt.

## Serie 750

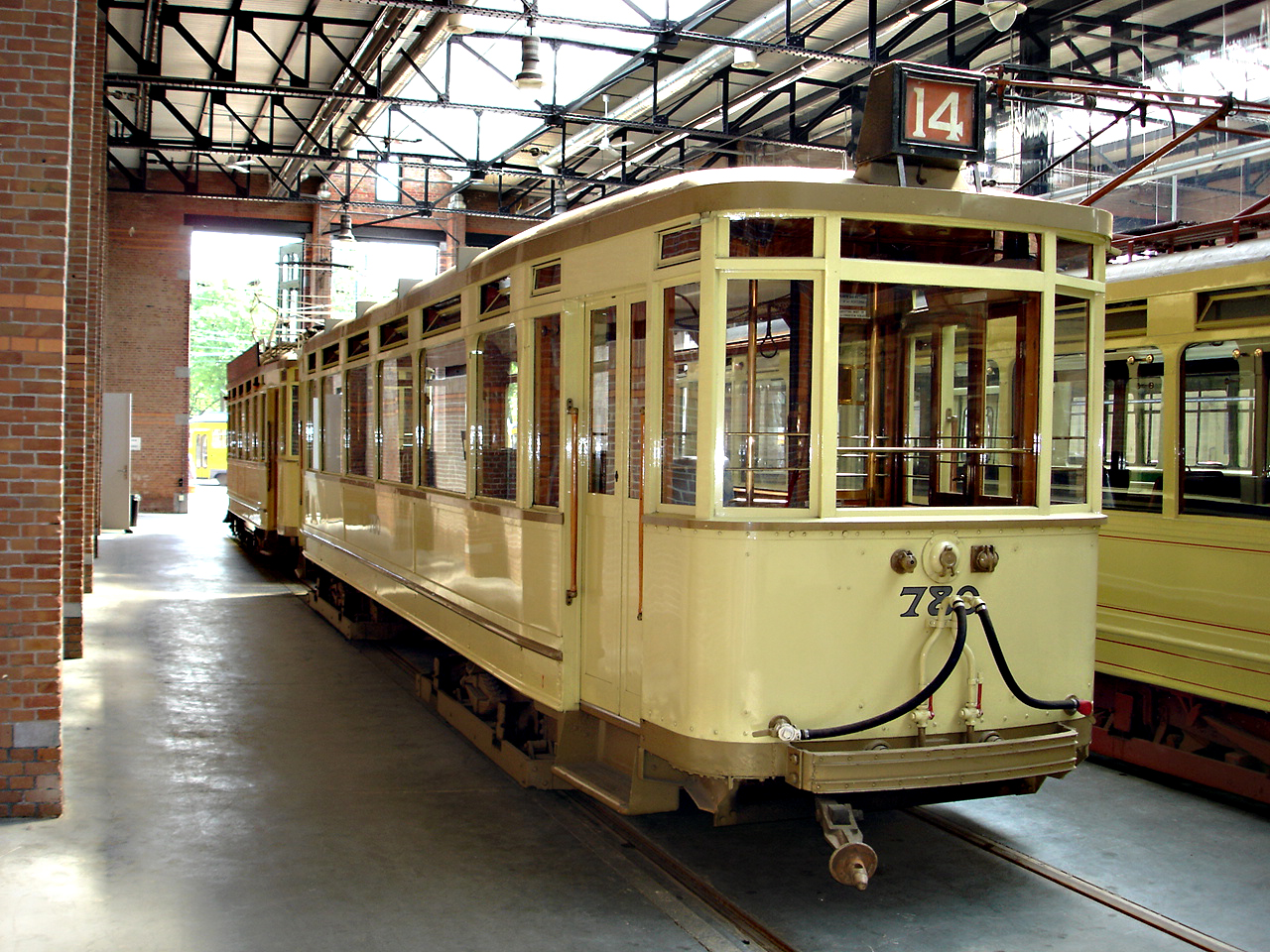
Bijwagen 780 is gerestaureerd in de toestand als in de jaren 1950, als bijwagen van bv. lijn 14.

Als vierassige bijwagens kwam in 1929 een serie van 30, gebouwd door La Brugeoise et Nicaise & Delcuve te Brugge, die voor zowel het stadstramnet als de buitenlijnen bestemd was (serie 750). Voor de buitenlijnen werden grote vierassige motor- en bijwagens aangeschaft (zie Gele Tram).
De laatste bijwagens van de serie 750 werden buiten dienst gesteld in 1965. Voor museumdoeleinden zijn de 769 en 780 bij het Haags Openbaar Vervoer Museum bewaard gebleven en weer rijvaardig gemaakt. De 779 behoort tot de collectie van de Electrische Museumtramlijn Amsterdam en de 756 is bij het Hannovers Trammuseum aanwezig.

## Serie 201
In 1948 en 1949 kwam de eerste serie vierassige motorwagens. Deze serie, 201-216 genummerd, werd gebouwd door Werkspoor, inmiddels gevestigd in Zuilen bij Utrecht. Hun bijnaam Zwitsers dankten zij aan de uit Zwitserland (Oerlikon) afkomstige elektro-pneumatische stuurstroominstallatie. Het waren modern ogende wagens met goed rijeigenschappen, maar het ontwerp en de indeling waren niet vernieuwend. Met alleen deuren aan de koppen en een voor- en achterbalkon die gescheiden waren van de lange passagiersruimte was passagierscirculatie niet mogelijk. Dit materieel was geschikt om te rijden met twee bijwagens, maar in de praktijk bleef het bij één bijwagen. Daartoe werden 16 bijwagens van de serie 750 uit 1929 voorzien van pneumatische remmen en bijbehorende luchtleidingen.
Op 20 augustus 1948 kwamen de eerste wagens uit deze serie in dienst. De 201-216 reden voornamelijk op lijn 9 en daarnaast op de lijnen 8 en 14. In 1958 verhuisden ze naar lijn 3 en in 1963 naar lijn 11. In de praktijk functioneerden ze vooral bij sneeuwval en vorst niet goed, zodat ze al in 1964-1965 buiten dienst werden gesteld en tussen 1968 en 1975 werden afgevoerd. De 205 en 210 werden in 1968 verkocht aan de RET (Rotterdam) om te worden verbouwd tot railreinigers, maar dat gebeurde alleen met de 205. Op basis van een aantal van deze wagens bouwde de HTM een aantal werkwagens voor baanaanleg en -onderhoud. Meerdere wagens werden op het terrein van de voormalige remise 's-Gravenmade gesloopt. Voor museumdoeleinden is de 215 bij het Haags Openbaar Vervoer Museum bewaard gebleven en weer rijvaardig gemaakt.

## PCC-cars
Toen de Amerikaanse PCC-techniek in 1949 haar intrede deed bij de HTM, werd daarmee een eerste stap gezet in de richting van modernisering met grote aantallen, eveneens vierassige, PCC-cars.